# Historia Irlandii

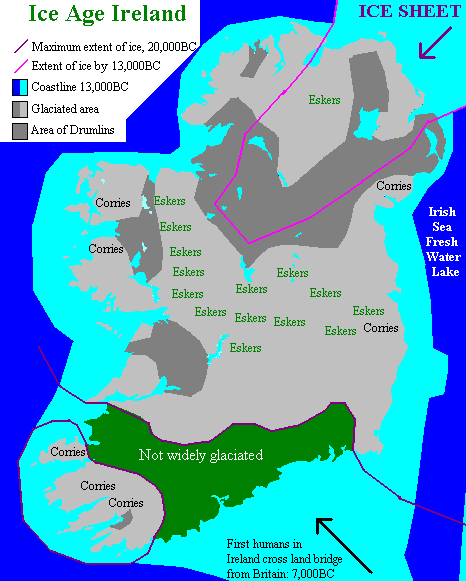
Irlandia

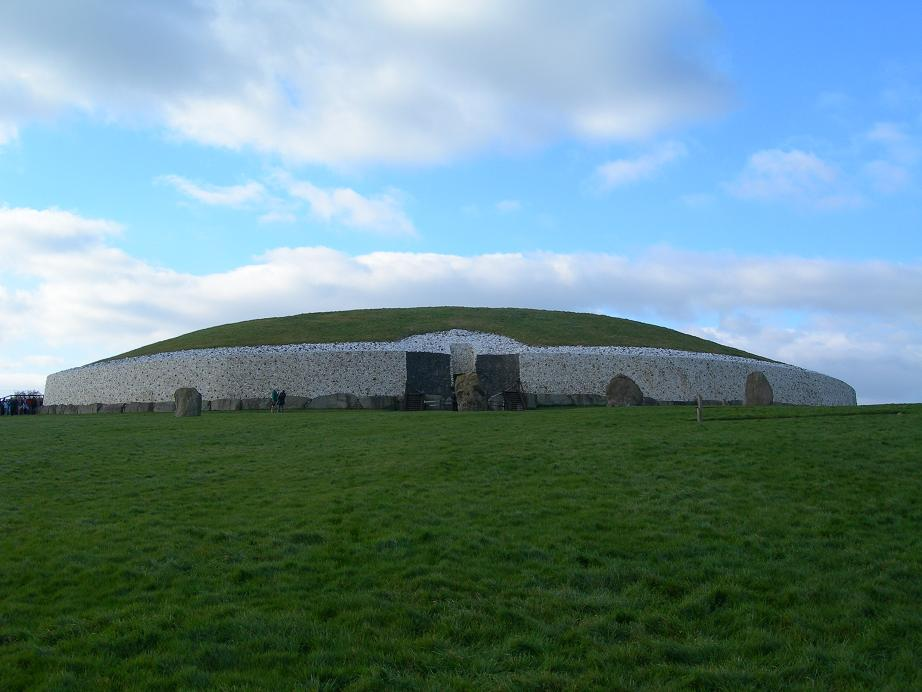
Grób korytarzowy Newgrange

## Prehistoria
Pierwsi ludzie przybyli na wyspę zapewne w epoce mezolitu; pędzili koczowniczy tryb życia, trudnili się myślistwem, zbieractwem i rybołówstwem; w IV tysiącleciu p.n.e. z kontynentu europejskiego dotarła rewolucja neolityczna, zapoczątkowując uprawę zbóż; upowszechnił się osiadły tryb życia i hodowla. W epoce neolitu nastąpił też wielki rozwój budownictwa megalitycznego, w tym zwłaszcza grobów korytarzowych (najsłynniejszy w Newgrange; około 2000–1800 p.n.e. zapoczątkowano metalurgię brązu (miedź pozyskiwano z miejscowych złóż); w II i I tysiącleciu p.n.e. rozwijała się także obróbka złota, a wyroby z brązu i złota były przedmiotem eksportu do Brytanii i na kontynent europejski. W drugiej połowie I tysiąclecia p.n.e. upowszechniało się użycie żelaza, zastępującego stopniowo brąz; z okresem tym wiążą się początki obecności w irlandzkiej kultury lateńskiej (datowane na ok. III w. p.n.e.) oraz ludności celtyckiej.
Koncepcja istnienia wielkiej (wielkich) inwazji Celtów na Irlandię nie znalazła potwierdzenia archeologicznego. Wskazuje się raczej na możliwość najazdów niewielkich grup i/lub długotrwałego, pokojowego napływu i oddziaływania kulturowego, które doprowadziły do asymilacji miejscowej przedindoeuropejskiej ludności i wytworzenia się społeczeństwa sceltyzowanego w sensie dzielenia wspólnej kultury i języka celtyckiego. Jak się przypuszcza, spisana w średniowieczu epika irlandzka, opiewająca walki bohaterów i królów irlandzkich (tzw. epoki heroicznej), mogła stanowić odbicie rzeczywistych wydarzeń z końca I tysiąclecia p.n.e. i pierwszych wieków n.e. W IV w. n.e. Celtowie z Irlandii (Irowie) rozpoczęli łupieżcze ataki na rzymską Brytanię (byli znani przez Rzymian i w porzymskiej zachodniej Europie jako Szkoci, łac. Scotti). U schyłku starożytności i w początkach średniowiecza migrowali też na zachodnie wybrzeże obecnej Walii i Szkocji (Dalriada).
Irlandia była wówczas krajem rolniczym, a osadnictwo tworzyły pojedyncze gospodarstwa, niewielkie osady i grody oraz umocnione osady (crannog) na sztucznych wyspach na jeziorach ponieważ nie było miast. Podstawową komórkę społeczeństwa stanowiła wielka rodzina patriarchalna (fine); tradycyjne prawo, przekazywane przez brehonów, regulowało szczegółowo stosunki wewnątrz silnie zhierarchizowanego społeczeństwa, obejmującego wiele warstw od uprzywilejowanych (z królami na czele) przez ludzi wolnych po niewolnych i niewolników. Szczególną pozycję przyznawano części rzemieślników i artystów, kwalifikowanym (jak kowale, lekarze, harfiści) jako ludziom wolnym lub (np. filidowie) uprzywilejowanym. Pod względem politycznym wyspa dzieliła się na bardzo liczne, małe królestwa (tuath), rządzone przez króla (ri). Większość z nich była zależna od królów wyższego szczebla, aż po władców (ri cóicid) pięciu federacji prowincjonalnych: Connachta, Laighin, An Mhidhe, An Mhumha i Ulaidh (ob. Ulster) w V w. dominację w północnej połowie kraju zdobył ród Uí Néill, roszczący później pretensje do zwierzchnictwa nad całą Irlandię.

## Starożytność do X w.

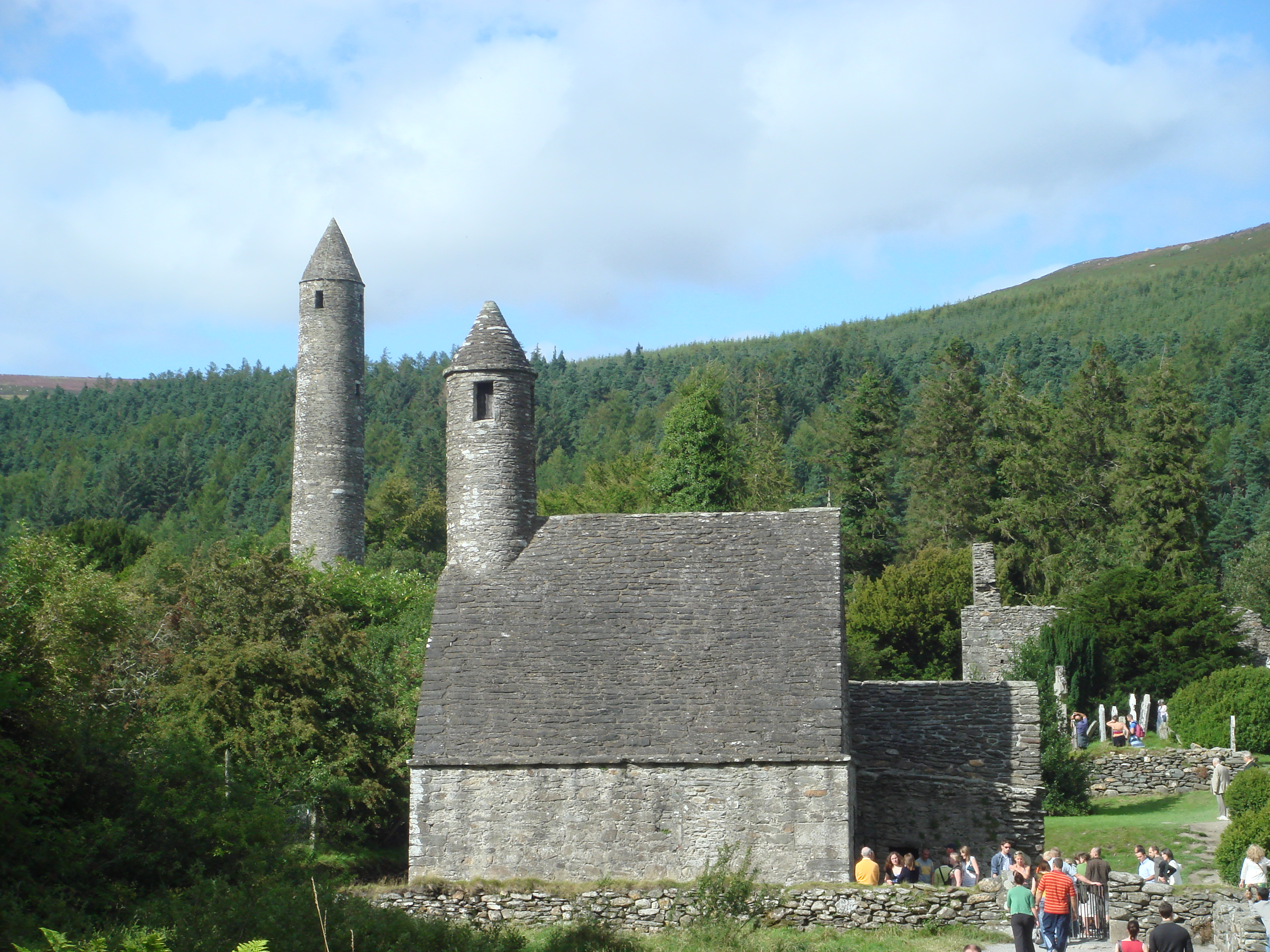
Budowla z okresu pierwszych wieków

Starożytne wpływy rzymskie w Irlandii były raczej nikłe. Imperium nie podjęło próby podboju wyspy, mimo bliskości Brytanii. Efektem wpływów stało się zapewne stworzenie celtyckiego pisma ogamicznego, używanego IV-VII w. w południowej Irlandii. Chrześcijaństwo dotarło początkowo do południowych i południowo-wschodnich części wyspy, a w V-VI w. dokonała się pełna chrystianizacja ludności; nieco późniejsza tradycja zasadniczą rolę przypisała tu misji św. Patryka w połowie V w. Pierwszeństwo wśród ośrodków kościelnych zyskał Armagh. Jedną z charakterystycznych cech iryjskiego chrześcijaństwa stał się monastycyzm. Od VI w. bardzo liczne klasztory były podstawą struktury kościelnej, a także ośrodkami studiów religijnych, nauczania, sztuki i piśmiennictwa. Wzajemne oddziaływanie chrześcijaństwa i tradycji celtyckich spowodowało w VII-VIII w. rozkwit irlandzkiej sztuki i literatury (w języku łac. i staroirlandzkim); powstawały rękopiśmienne księgi religijne, rozpoczęto spisywanie przekazywanych dotąd ustnie opowieści epickich i traktatów prawnych.
Irlandia stała się centrum kulturalno-religijnym promieniującym na zachodnią Europę. Mnisi irlandzcy chrystianizowali Piktów (w ob. Szkocji) i północnych Anglosasów. Pochodzący z Irlandii uczeni i mnisi przyczynili się do odrodzenia kulturalnego w państwie Franków. Jeden z nich – św. Kolumban Młodszy w 591 r. opuścił Irlandię i udał się do Europy kontynentalnej, gdzie propagował irlandzkie ideały monastyczne i założył kilka, jak się miało później okazać, wpływowych klasztorów.

### Normanowiew Irlandii
Od 795 Irlandia była celem najazdów wikingów. Szczególnie ucierpiały plądrowane klasztory; z czasem na wybrzeżach i w dolinach rzek najeźdźcy zakładali umocnione osady, które przekształciły się w portowe miasta handlowe i lokalne królestwa Skandynawów (jak Dublin). Napływ ludności germańskiej był tak znaczny, że pewne obszary zostały etnicznie przeobrażone, powstała nowa kultura, a nawet język (czytaj: Tynwald, Królestwo Mann i Wysp).
Skandynawskiej ekspansji sprzyjało polityczne rozbicie i skłócenie Irlandii celtyckiej. Na przełomie X i XI w. władcy irlandzcy, którzy zdołali skupić panowanie nad większością Irlandii (jak Brian Śmiały), odnieśli też zwycięstwa nad Skandynawami, kładąc kres ich dominacji. W XI–XII w. Irlandia była terenem ciągłej rywalizacji kilku prowincjonalnych królów o władzę nad całą wyspą i tytuł arcykróla Irlandii. W pierwszej połowie XII w. Irlandię objął ruch odnowy kościoła. Stworzono też jednolity system diecezjalny z 4 metropoliami (Armagh, Cashel, Dublin, Tuam).

## Panowanie angielskie

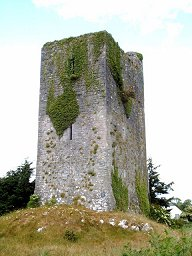
Wieża w Quin wybudowana przez Normanów

Wyprawy rycerzy anglonormandzkich w latach 1169–1170 i 1171–1172 ich suwerena, Henryka II angielskiego, zapoczątkowały podbój Irlandii przez Anglię. Mimo hołdu złożonego Henrykowi II przez większość władców irlandzkich, podbój ten miał charakter połowiczny. Domeną króla był rejon Dublina, Anglonormanowie otrzymali obszerne nadania w głębi kraju i podbijali kolejne ziemie, wznosili twierdze, ale nigdy nie zdołali opanować całej wyspy. Podległość rodzimych przywódców irlandzkich wobec angielskiej władzy miała często charakter formalny, a w drugiej połowie XIII w. ich opór przeciw Anglii wzrósł. Ograniczona liczebność kolonistów angielskich w Irlandii oraz wpływy irlandzkiej kultury prowadziły do celtyzacji części przybyszów; władza angielska usiłowała jej zapobiec przez prawne utrwalanie odrębności kolonistów (mających reprezentację w lokalnym Parlamencie, który powstał w drugiej połowie XIII w.) w stosunku do ludności miejscowej. Najbardziej znanym przejawem takiej legislacji były statuty z Kilkenny z 1366. Około 1400 teren angielskiej kolonii w Irlandii ograniczył się do niewielkiego obszaru wokół Dublina (tzw. Palisada). Pozostała część kraju była podzielona między wielkie posiadłości lordów angloirlandzkich (czyli pochodzenia anglonormandzkiego) i rodzimych rodów, o różnym stopniu lojalności wobec Korony. W XV w. gł. rolę odgrywali FitzGeraldowie (gałęzie hrabiów Desmond i Kildare) i Butlerowie (hr. Ormonde); wśród rodów rodzimych szczególną pozycję (gł. na północy kraju) utrzymywali O’Neillowie (Ui Neill). Nie zostały zarzucone irlandzkie obyczaje, stroje, pozostał język, a nawet stare prawo.
W końcu XV w. Tudorowie wszczęli działania na rzecz wzmocnienia centralnej władzy angielskiej nad Irlandią. W 1494 roku namiestnikiem Irlandii został Edward Poynings. Wprowadził on tzw. prawa Poyningsa, które poddały Parlament Irlandii kontroli angielskiej. W latach 1536–1537 Henryk VIII narzucił Kościołowi w Irlandii zwierzchnictwo króla (w miejsce papieskiego), a w 1541 przyjął tytuł króla Irlandii. W XVI w. rozbudowano administrację na wzór angielski i upowszechniono angielskie prawa, tłumiąc bunty lokalne i wielkich rodów. Władza zyskiwała możliwość wywłaszczania rebelianckich właścicieli ziemskich i zastępowania ich lojalnymi kolonistami angielskimi. Buntujący się lordowie szukali wsparcia u papieża i w Hiszpanii. Stopniowo opór przeciw polityce angielskiej zaczął się pokrywać z podziałem religijnym. Anglikanizm stał się wyznaniem jedynie nowych kolonistów angielskich i warstwy rządzącej, natomiast ludność irlandzka i większość ludności angloirlandzkiej (tzw. Staroanglicy) pozostała przy katolicyzmie. W 1592 Elżbieta I założyła anglikański uniwersytet w Dublinie (Trinity College). Złamanie powstania 1594–1603 rodów O’Neillów i O’Donnellów położyło kres sile ostatnich wielkich rodów irlandzkich, faktycznie zakończyło podbój Irlandii przez Anglię i umożliwiło rozpoczęcie systematycznej oraz prowadzonej na szeroką skalę kolonizacji prowincji Ulster przez osadników protestanckich (anglikanów i prezbiterian) z Anglii i Szkocji.
W 1641, w sytuacji rosnącego napięcia w Anglii między Karolem I a purytańską opozycją, irlandzcy katolicy wzniecili powstanie irlandzkie 1641-1652. Zostało ono stłumione z dużym okrucieństwem przez Olivera Cromwella, po czym władza angielska zastosowała represje wobec katolickich właścicieli ziemskich, konfiskując ich posiadłości lub przesiedlając ich do ubogich hrabstw zachodnich; uzyskaną ziemię nadawano protestantom. Nie zmienił się w ten sposób charakter osadnictwa w większości Irlandii (na ziemi nadal pracowali irlandzcy chłopi), ale zapoczątkowano tworzenie w Irlandii warstwy angielskich właścicieli ziemi (landlordów). Nadzieję na zmiany przyniosło panowanie (od 1685) katolika Jakuba II, toteż 1689-1691 irlandzcy katolicy poparli go w wojnie, stoczonej na terytorium Irlandii, z Wilhelmem III Orańskim. Klęska wojsk katolickich nad Boyne w 1690 przesądziła o panowaniu Wilhelma nad Irlandią i o całkowitej hegemonii protestanckiej mniejszości nad katolicką większością kraju. Ponoszone w XVI i XVII w. przez Irlandczyków klęski były przyczyną emigracji uczestników walk do państw katolickich (tzw. odlot dzikich gęsi). Często służyli oni w armii hiszpańskiej lub francuskiej. Wielu Irlandczyków studiowało w katolickich kolegiach na kontynencie.
Po 1691 nastąpiły nowe konfiskaty ziemi katolików. Wydano liczne ustawy, skierowane przeciw ludności katolickiej w Irlandii. Przywrócono obowiązek płacenia przez wszystkich mieszkańców (niezależnie od wyznania) podatku na rzecz państwowego Kościoła anglikańskiego. Zakazano katolikom zasiadania w irlandzkim Parlamencie; tzw. prawa karne uniemożliwiły katolikom obejmowania wszelkich stanowisk w urzędach i wojsku, wykonywania zawodów prawniczych, nauczania, uczenia się za granicą, kupowania ziemi lub dziedziczenia jej po protestantach. Zdecydowano o usunięciu większości duchowieństwa katolickiego z Irlandii. Wielu katolickich właścicieli ziemi przeszło na anglikanizm. Udział posiadanej przez katolików ziemi w Irlandii spadł z 59% w 1641 do 5% w 1778. Jednocześnie silne ograniczenia swobody handlu irlandzkiego uniemożliwiały eksport wyrobów z Irlandii i niszczyły możliwość rozwoju gospodarczego, powodując rosnącą nędzę kraju. Zmianę polityki brytyjskiej wymusiła wojna z kolonistami amerykańskimi 1775-1783 i popierającymi je państwami europejskimi. Władze brytyjskie zdecydowały się na złagodzenie szykan wobec katolików (Akty ulżenia katolikom), a pod naciskiem irlandzkich protestantów (wśród których wybitną rolę odgrywał H. Grattan) na zniesienie restrykcji handlowych i przyznanie 1782-83 Irlandii niezależności legislacyjnej i sądowniczej. Wkrótce dyskusje nad reformą Parlamentu, przyznaniem katolikom praw polit., a także spory o ziemie i echa rewolucji francuskiej wzmogły napięcia w kraju. W 1791 powstało Towarzystwo Zjednoczonych Irlandczyków (z Th.W. Tone’em), żądające zdecydowanych reform, a 1795 protestanckie, probrytyjskie antykatolickie Towarzystwo Orańskie (oranżyści). Przy wsparciu Francuzów zjednoczeni Irlandczycy wzniecili powstanie irlandzkie 1798. Po jego upadku rząd brytyjski przeforsował w 1800 unię realną Wielkiej Brytanii z Irlandią i rozwiązano Parlament w Dublinie, a protestanccy posłowie z Irlandii weszli do brytyjskiej Izby Gmin. W 1803 doszło do nieudanego buntu pod przywództwem R. Emmeta.
Kryzys gospodarczy w państwie brytyjskim, jaki nastąpił po zakończeniu wojen z Francją 1815, nasilił trudną sytuację na wsi irlandzkiej. Była ona przeludniona i bardzo uboga, a irlandzcy chłopi-dzierżawcy, pozbawieni praw do ziemi, znajdowali się stale w obliczu groźby usunięcia z gospodarstwa lub podniesienia przez landlorda czynszu dzierżawnego. Wzrosła emigracja (istniejąca od końca XVII w.) do bryt. kolonii. Wkrótce na scenę polityczną wrócił nierozwiązany problem praw polit. katolików; ruch na rzecz równouprawnienia, zorganizowany i kierowany w latach 20. XIX w. przez D.O’Connella, nabrał masowego charakteru, powodując obudzenie politycznej świadomości irlandzkich rzesz katolików. Pod jego naciskiem rząd i Parlament brytyjski zdecydowały się w 1829 na równouprawnienie katolików w całym państwie. Natomiast wszczęta wkrótce potem przez O’Connella, również pokojowa i masowa, kampania z 1843 roku na rzecz rozwiązania unii z 1800 napotkała zdecydowany sprzeciw brytyjski i załamała się.
W latach 1845–1849 zaraza niszczyła plony ziemniaków, będących podstawą wyżywienia uboższych warstw ludności. Kraj dotknęła klęska głodu, która spowodowała śmierć ok. 1 mln osób i gwałtownie nasiliła emigrację z Irlandii. W ciągu 10 lat liczba ludności Irlandii spadła z 8,2 mln (1841) do 6,5 mln (1851). Powstały duże skupiska ludności irlandzkiej w przemysłowych miastach Anglii i Szkocji oraz liczna społeczność irlandzka w Stanach Zjednoczonych. Katastrofa 1845–1849 spowodowała też zmiany społeczne i gospodarcze na wsi irlandzkiej. Wzrosła przeciętna wielkość gospodarstw, produkcja rolna nabrała bardziej zróżnicowanego charakteru; mimo ustąpienia zarazy, emigracja, choć w mniejszym wymiarze, trwała nadal i populacja Irlandii ciągle się zmniejszała (4,4 mln, 1911). W latach 1800–1920 z Irlandii wyemigrowało na stałe co najmniej 8 milionów osób.
Od połowy XIX w. w polityce irlandzkiej dominowały dwie zasadnicze kwestie: zwiększenia zakresu niezależności narodowej oraz praw chłopów do ziemi. W obu walkę podejmowano w dwojaki sposób: legalny i parlamentarny oraz konspiracyjny i odwołujący się do przemocy. Do nurtu stosującego legalne działania należał zwłaszcza (od 1870) ruch na rzecz autonomii (home rule) Irlandii, kierowany kolejno przez I. Butta, Ch.S. Parnella (najwybitniejszego irlandzkiego przywódcę w 2. poł. XIX w.) i J. Redmonda. Do nurtu radykalnego należały: Młoda Irlandia w latach 40. (próba powstania 1848) oraz ruch fenian (kolejna nieudana próba powstańcza 1867) i Irlandzkie Bractwo Republikańskie (IRB). W 1869 liberalny rząd brytyjski W.E. Gladstone’a odebrał Kościołowi anglikańskiemu w Irlandii uprzywilejowany status i oddzielił Kościół od państwa. W latach 70. i 80. działalność irlandzkiego stronnictwa (pod przywództwem Parnella) w brytyjskiej Izbie Gmin, masowy ruch zorganizowany przez Irlandzką Narodową Ligę Ziemską i życzliwe podejście Gladstone’a do spraw Irlandii przyczyniły się do wzmocnienia praw chłopów do ziemi i ułatwiły im stopniowe wykupywanie jej z rąk angielskich właścicieli ziemskich. Natomiast nie zdołano przeforsować przyjęcia przez brytyjski Parlament ustawy o autonomii Irlandii. Trwająca od drugiej połowy XVIII w. zwiększona mobilność społeczeństwa i różnorodność kontaktów ze światem anglojęzycznym spowodowała, że w drugiej połowie. XIX w. język irlandzki był znany już tylko niewielkiej mniejszości mieszkańców Irlandii. W końcu XIX w. powstał ruch odrodzenia kulturowo-narodowego, organizowany zwłaszcza przez Ligę Gaelicką, propagujący: powrót do ojczystego języka, znajomość historii narodowej i celtycką kulturę (odrodzenie celtyckie).

## XX wiek do 1939 roku
Przed I wojną światową na czoło organizacji politycznej w Irlandii zaczęła się wysuwać patriotyczna Sinn Féin (pod kierunkiem A. Griffitha). W dużych miastach powstawały robotnicze związki zawodowe i ujawniły się konflikty społeczne (1913 wielki strajk w Dublinie). Powrót na arenę polityczną projektu nadania autonomii Irlandii wywołał w Ulsterze nasilenie ruchu protestanckiego unionistów (tj. zwolenników utrzymania unii Irlandii z Wielką Brytanią). W 1913 powstały paramilitarne organizacje: socjalistyczno-republikańska, unionistyczna i irlandzka narodowa. W 1916 kolejne powstanie irlandzkie (powstanie wielkanocne), wzniecone przez IRB w Dublinie pod przywództwem P. Pearse’a, także zakończyło się klęską.
W wyborach w grudniu 1918 do brytyjskiej Izby Gmin (pierwszych o charakterze powszechnym: bez cenzusu majątkowego i z udziałem kobiet) zwycięstwo w większości okręgów irlandzkich odnieśli kandydaci Sinn Féin, a w okręgach w północnej części Irlandii unioniści. Posłowie z Sinn Féin zbojkotowali Izbę Gmin, 21 stycznia 1919 zebrali się w Dublinie jako narodowe zgromadzenie irlandzkie (Dáil Éireann) i ogłosili deklarację niepodległości Irlandii. Prezydentem został Éamon de Valera. Wielka Brytania nie uznała tych działań. Wkrótce nieregularną wojnę z brytyjskimi siłami wojskowymi i policyjnymi wszczęła Irlandzka Armia Republikańska (IRA) pod przywództwem Michaela Collinsa. W 1920 Wielka Brytania zdecydowała o nadaniu autonomii osobno Irlandii południowej (26 hrabstw) i północnej (6 hrabstw z ludnością w większości protestancką), dzieląc wyspę według kryterium religijno-narodowego. W czerwcu 1921 unioniści utworzyli w Belfaście rząd Irlandii Północnej. W lipcu 1921 został zawarty rozejm między IRA i armią brytyjską a 6 grudnia 1921 podpisano brytyjsko-irlandzki traktat, który potwierdził podział Irlandii i zdecydował o stworzeniu z 26 hrabstw Irlandii południowej Wolnego Państwa Irlandzkiego (irl. Saorstat Éireann) o statusie dominium brytyjskiego. W styczniu 1922 na czele tymczasowych władz irlandzkich stanęli: Griffith i Collins. W tym samym roku sejm irlandzki uchwalił konstytucję, traktat (ratyfikowany 1922) wywołał rozłam wśród Irlandczyków. Jego przeciwnicy, żądający pełnej niepodległości i jedności Irlandii, wszczęli w dominium wojnę domową 1922-1923, która zakończyła się ich porażką. W dominium król brytyjski reprezentowany był przez gubernatora, a funkcję rządu pełniła Rada Wykonawcza odpowiadająca przed dwuizbowym parlamentem. W 1922-1932 przewodniczącym Rady był William Thomas Cosgrave. W 1926 przeciwnicy traktatu, z de Valerą na czele, utworzyli partię Fianna Fáil, która w 1932 zwyciężyła w wyborach parlamentarnych i w latach 1932-1948 sprawowała rządy. W 1933 w opozycji do niej powstała partia Fine Gael (FG). Rząd Fianna Fáil, pod przywództwem de Valery, przystąpił do ograniczania zależności Irlandii od Wielkiej Brytanii. Wojna ekonomiczna 1932-1938 przyczyniła się do rozluźnienia więzów gospodarczych. Uchwalona 1937 konstytucja proklamowała suwerenność państwa pn. Éire (tj. Irlandia); 1938 został wybrany pierwszy prezydent Irlandii Douglas Hyde, a wojska brytyjskie opuściły bazy na wybrzeżu Irlandii. Konstytucja zawierała m.in. zapis określający całą wyspę Irlandię jako terytorium narodowe i uznawała prawo władz państwa irlandzkiego do jurysdykcji nad całą wyspą (tymczasowo je ograniczając do 26 hrabstw); przyznawała też uprzywilejowany status Kościołowi katolickiemu. W dziedzinie gospodarki rząd 1932-1948 wprowadził politykę interwencjonizmu państwowego i industrializacji.
10 września 1923 Irlandia została przyjęta do Ligi Narodów, w 1928 należała do państw założycieli Paktu Brianda-Kellogga.

## Od 1939 roku
Podczas II wojny światowej Irlandia zachowała neutralność. Po wojnie objęto ją planem Marshalla, w 1948 została członkiem Organizacji Europejskiej Współpracy Gospodarczej, a w 1961 OECD. W 1949 była współzałożycielem Rady Europy. W 1955 została przyjęta do Organizacji Narodów Zjednoczonych; mimo bliskich kontaktów politycznych i gospodarczych ze Stanami Zjednoczonymi i państwami Europy Zachodniej, pozostała militarnie neutralna. Rządząca w latach 1948–1951 i 1954–1957 wielopartyjna koalicja (przeciwników FF) z premierem Johnem A. Costello (z FG) proklamowała Irlandię republiką (1949). W latach 1951–1954, 1957–1973 i 1977-1981 rządy sprawowała ponownie Fianna Fáil premierami kolejno byli: Éamon de Valera, Seán Lemass, Jack Lynch, Charles Haughey), a w latach 1973–1977 koalicja Fine Gael i socjaldemokratów Partii Pracy z premierem Liamem Cosgrave’em z Fine Gael. W 1965 Irlandia zawarła układ z Wielką Brytanią o wolnym handlu, a 1973 została członkiem Wspólnot Europejskich EWG, EWWiS i Euratomu. Lata 1958–1978 były dla Irlandii mimo pewnych wahań ekonomicznych okresem szybkiego rozwoju, do którego przyczyniły się: likwidacja barier celnych, skuteczne wysiłki na rzecz przyciągnięcia firm zagranicznych, zróżnicowanie rynków eksportowych (ułatwiony dostęp do rynków państw EWG) i licząca się pomoc dla rolnictwa z funduszy EWG; zmniejszyła się zależność Irlandii od rynku brytyjskiego; uległa zmianie struktura dochodu narodowego (od drugiej połowie lat 70. przewaga przemysłu nad rolnictwem i rybołówstwem). W 1979, na skutek wzrostu cen ropy naftowej, kraj ogarnął kryzys gospodarczy, który wpłynął też na załamanie się stabilnej sytuacji politycznej: 1979-1982 doszło do 4 zmian rządów. W 1982 do władzy powróciła koalicja FG i Partii Pracy. Premierem został Garret FitzGerald z FG), a 1987 rząd Fine Gael (z Haugheyem). W latach 1989–1992 FF po raz pierwszy tworzyła rząd koalicyjny z liberalnymi Postępowymi Demokratami. Wprowadzane w drugiej połowie lat 80. działania na rzecz naprawy finansów i gospodarki państwa (oszczędności budżetowe, promowanie inwestycji zagranicznych) spowodowały spadek inflacji i bezrobocia; na początku lat 90, mimo niewielkiego wzrostu gospodarczego, znacznie wzrosło bezrobocie (do 20%).
Po wybuchu 1968–1969 konfliktu w Irlandii Północnej, rząd Irlandii przyjął w latach 70. zasadę, że konflikt należy rozwiązać pokojowo i we współpracy z Wielką Brytanią, oraz zgodził się, że zmiana statusu Irlandii Północnej może nastąpić tylko za zgodą większości jej mieszkańców; nie zrezygnowano jednak z podkreślania wagi przyszłego zjednoczenia wyspy w jedno państwo. W 1981 powstała brytyjsko-irlandzka rada międzyrządowa, a porozumienie 1985 przyznało rządowi Irlandii uprawnienia doradcze w kwestii Irlandii Północnej. W 1983–1984 główne partie Irlandii (FF, FG, Partia Pracy) oraz północnoirlandzka Socjaldemokratyczna Partia Pracy zwołały Forum Nowej Irlandii, które oprac. propozycje zmian statusu Irlandii Północnej. Działania te, jak i wszystkie inne dotyczące Irlandii Północnej w latach 80., nie przyczyniły się do rozwiązania konfliktu. Natomiast współpraca rządów: brytyjskiego oraz irlandzkiego w latach 90. przyczyniła się do zapoczątkowania procesu pokojowego. W 1991 oba rządy doprowadziły do spotkań polityków 4 partii północnoirlandzkich, 1993 wydały wspólną deklarację, a w latach 1996–1998 uczestniczyły w negocjacjach, które przyczyniły się do podpisania tzw. porozumienia wielkopiątkowego. Jego warunki (część dotyczy bezpośrednio Irlandii) zostały 22 maja 1998 zaaprobowane w referendum (przez 94% głosujących), co oznaczało m.in. zgodę na zmianę artykułów w konstytucji Irlandii, traktujących wyspę jako polityczną całość. W grudniu 1999 zmiany te weszły w życie.
Od lat 70. i 80. w bardzo dotąd konserwatywnym i religijnym społeczeństwie zaczęły być widoczne oznaki stopniowej liberalizacji poglądów. W wyniku referendum 1972 usunięto z konstytucji zapis o szczególnym statusie Kościoła katolickiego. Rozgorzały dyskusje o dopuszczalności rozwodów i przerywania ciąży, prowadząc do referendów w obu kwestiach. O ile w latach 80. zdecydowanie przeważały jeszcze poglądy konserwatywne (1983 zakaz aborcji, 1986 sprzeciw wobec legalizacji rozwodów), to wynik referendum 1992 nie był jednoznaczny (utrzymanie zakazu aborcji w Irlandii, ale zgoda na możliwość wyjazdu w tym celu za granicę), a 1995 dopuszczono możliwość rozwodów. Za przejaw zmian uważano też wybór 1990 po raz pierwszy kobiety, Mary Robinson, na stanowisko prezydenta Irlandii.
W latach 1992–1994 rządy sprawowała koalicja FF i Partii Pracy z premierem Albertem Reynoldsem (z FF), 1994-1997 koalicja FG, Partii Pracy i Lewicy Demokratycznej z Johnem Brutonem (z FG), a 1997 władzę przejął centroprawicowy rząd FF i Postępowych Demokratów z B. Ahernem (z FF). W 1993–2000 Irlandia osiągnęła bardzo wysoki wzrost gospodarczy (ponad 7% PKB rocznie), przy malejącym bezrobociu; przyczyny takiej sytuacji wiązano zwłaszcza z prowadzeniem ostrożnej polityki finansowej, sprzyjaniem obcym inwestycjom, wysokimi kwalifikacjami pracowników. W 1992 Irlandia ratyfikowała tzw. traktat z Maastricht i 1993 została członkiem Unii Europejskiej. W jej ramach należała do państw, które realizując tworzenie unii walutowej w 1999 przystąpiły do wprowadzania euro, a 2002 zastąpiła nim swą walutę narodową.